# Marockanskt landskap (Akantus)
Marockanskt landskap (Akantus) (franska: Paysage marocain (Acanthes)) är en oljemålning av den franske konstnären Henri Matisse. Målningen är signerad i nedre vänstra hörnet och ingår sedan 1917 i Moderna museets samlingar i Stockholm efter en donation av Walter Halvorsen.
Matisse tillbringade vintern 1911 och 1912 i Marocko, påverkad av en stor utställning om islamisk konst han hade sett i München 1910. Han återvände till Marocko följande vinter och hävdade efteråt att "mina marockanska resor hjälpte mig att göra den nödvändiga förändringen. De gav också en närmare kontakt med naturen än vad som hade varit möjligt om jag hade fortsatt att tillämpa den kraftfulla men begränsade teorin som fauvismen hade utvecklats till”. Det marockanska landskapet såg ut precis som Matisse hade föreställt sig efter att ha sett den romantiska målaren Eugène Delacroix tavlor från Marocko och läst Pierre Lotis reseskildring Au Maroc från 1890. 
Under sitt första marockanska besök tillbringade han sex veckor i den stora prunkande trädgården vid Villa Bronx i Tanger. Efter veckor av hällregn kom solen och det speciella ljuset han sökte som färgade himlen rosa och marken lila. I Marockanskt landskap (Akantus) har Matisse målat marken blå på rosa grund och den är bevuxen med frodiga akantusblad. Matisse sökte färgernas inneboende förmåga att uttrycka, som i detta fall drypande fuktighet, växande och kraft. 
På Villa Bronx började Matisse måla tre tavlor i samma format som tillsammans kan betraktas som en triptyk. Förutom Marockanskt landskap (Akantus) består den av Marockansk trädgård med vintergröna (privat ägo) och Palmblad, Tanger (National Gallery of Art). I västerländsk konst förknippas triptyker med religiös konst såsom altartavlor. Marcel Sembat(en), en fransk politiker och konstsamlare, skrev i sin monografi över Matisse att dessa tre trädgårdsmålningar representerar en sorts förvandling som kommer nära en religiös upplevelse.